# Neothyris lenticularis
Neothyris lenticularis är en armfotingsart som först beskrevs av Gérard Paul Deshayes 1839.  Neothyris lenticularis ingår i släktet Neothyris och familjen Terebratellidae. Inga underarter finns listade i Catalogue of Life.